# Sinfonia Lahti

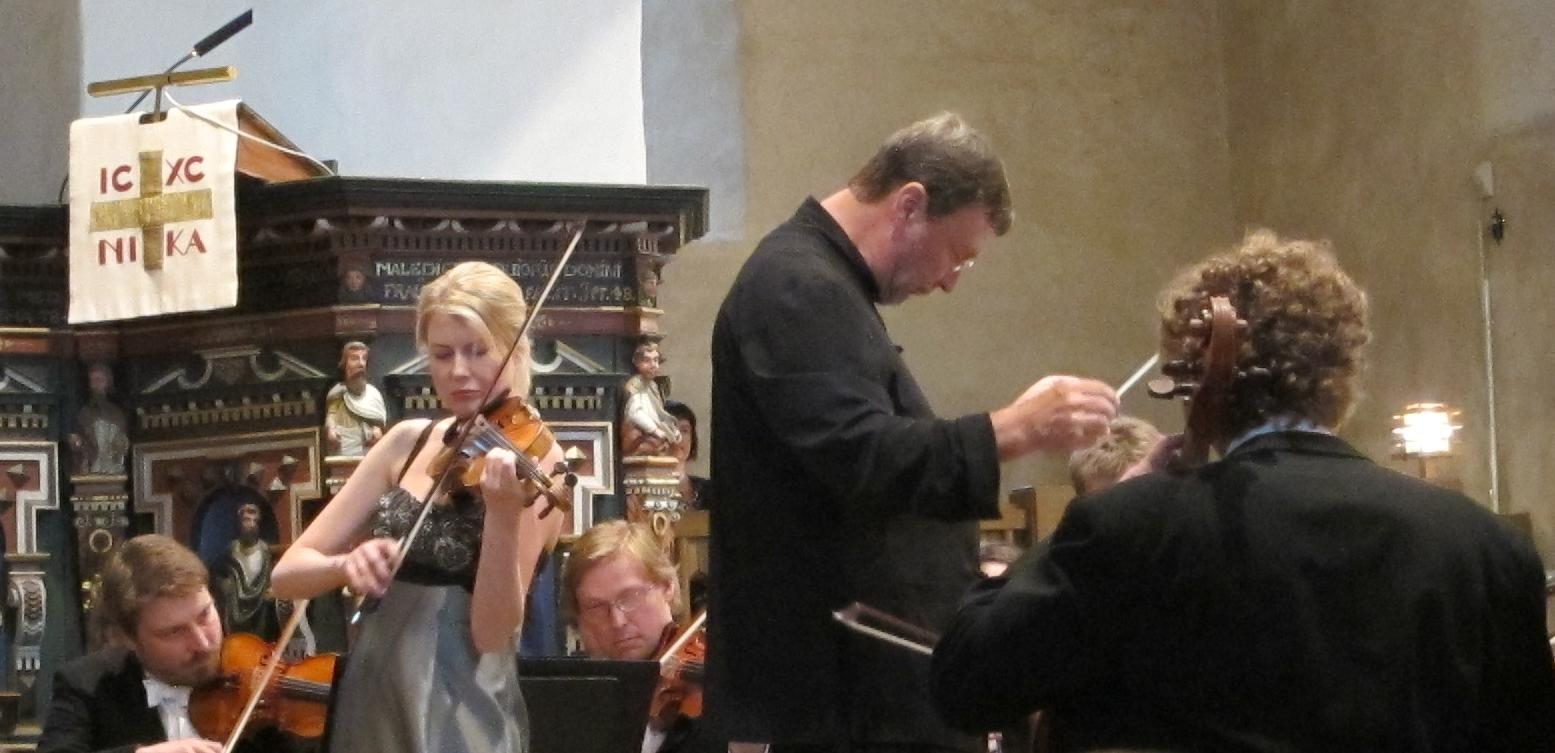
Sinfonia Lahti mit Chefdirigent Kamu (2011)

Die Sinfonia Lahti ist ein finnisches Orchester.

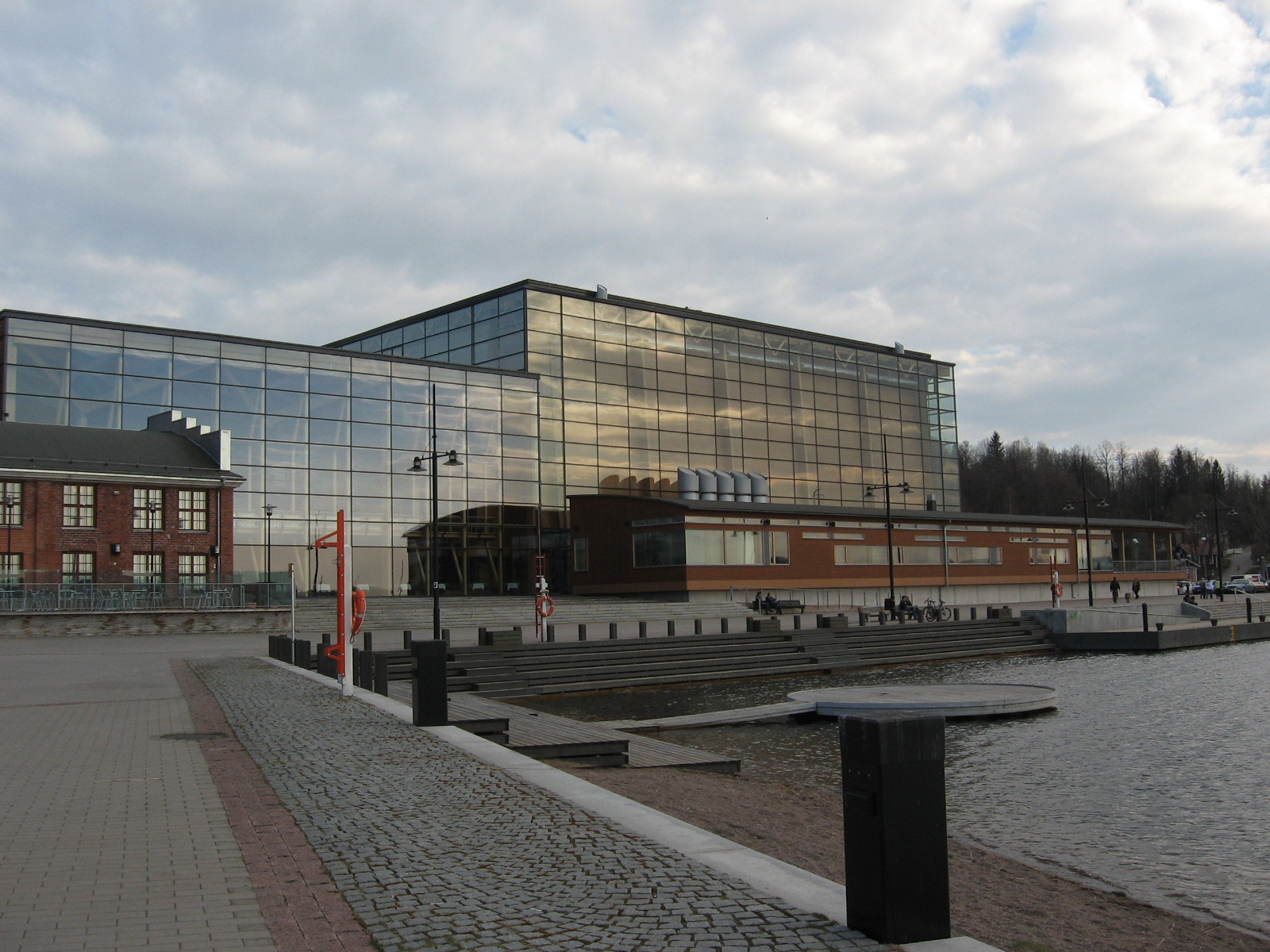
Sibelius-Halle in Lahti

Das Orchester geht auf eine Gründung der Gesellschaft der Musikfreunde Lahtis aus dem Jahr 1910 zurück und besteht seit 1949 in heutiger Form unter Verwaltung der Gemeinde Lahti. Hauptspielstätte des Orchesters ist die 2000 eingeweihte Sibelius-Halle in Lahti.
Osmo Vänskä wurde 1985 Erster Gastdirigent der Sinfonia Lahti, und 1988 in der Nachfolge von Ulf Söderblom zum Chefdirigenten ernannt. Unter seiner Leitung entwickelte sich das Orchester zu einem der renommiertesten Orchester Skandinaviens. Neben anderen internationalen Auszeichnungen erhielt die Sinfonia Lahti unter dem Dirigat Vänskäs 1991 und 1996 den Gramophone Award für die Einspielung der Urfassungen von Sibelius’ Violinkonzert und dessen 5. Sinfonie. Neben wöchentlichen Konzerten in Lahti tritt das Orchester regelmäßig in Helsinki auf und konzertiert auch international. Für das Label BIS Records entstehen regelmäßige CD-Einspielungen. 1992 wurde Kalevi Aho zum Composer in Residence des Orchesters ernannt, das zahlreiche seiner Werke eingespielt hat. Das Orchester hat außerdem ein musikalisches Förderprogramm für Kinder und Jugendliche initiiert.
Vänskä legte 2008 sein Amt als Chefdirigent nieder und wurde zum Ehrendirigenten ernannt. Anschließend fungierte Jukka-Pekka Saraste als Künstlerischer Berater des Orchesters. Von 2011 bis 2016 lag die Leitung in den Händen von Okko Kamu, und von 2016 bis 2021 von Dima Slobodeniouk. Seit Herbst 2021 ist Dalia Stasevska Chefdirigentin.